# Ghiacciaio Malorad
Il ghiacciaio Malorad (in inglese Malorad Glacier) è un ghiacciaio lungo 14 km e largo 10,5, situato sulla costa occidentale dcella penisola Trinity, nella parte settentrionale della Terra di Graham, in Antartide. In particolare, il ghiacciaio si trova a nord del ghiacciaio Russell occidentale ed è circondato dalla dorsale di Marescot a nord-est, dall'altopiano di Luigi Filippo a sud-est, dalle cime Srednogorie a sud e dalla collina Hanson a sud-ovest, e da qui fluisce verso nord-ovest fino ad entrare nello stretto di Bransfield, ad est di capo Roquemaurel e a ovest di punta Thanaron.

## Storia
Il ghiacciaio Dreatin è stato così battezzato dalla Commissione bulgara per i toponimi antartici in onore del villaggio di Malorad, nella Bulgaria nord-occidentale. 